# 揚博爾
揚博爾（羅馬化：Yambol，發音：[ˈjamboɫ]）是位於保加利亞東南部的一個城市。揚博爾是揚博爾州的首府所在地，自新石器時代就有人居住。2011年，揚博爾有人口72,843人。

## 友好城市
- 法國 维勒瑞夫